# Slovenská fotbalová divize 1977/1978
V soubojích 13. ročníku Slovenské fotbalové divize 1977/78 (jedna ze skupin 3. nejvyšší soutěže) se utkalo 16 týmů po dvou skupinách dvoukolovým systémem podzim - jaro.
Před sezonou proběhla reorganizace nižších soutěží, přičemž Divize se staly jednou ze skupin 3. nejvyšší soutěže, krajské přebory byly 4. stupněm (takto tomu bylo i v období 1965/66 – 1968/69 a naposled v sezoně 1980/81).

## Divize E
Zdroj: 
| Poř. | Tým                            | Z  | V  | R  | P  | VG | OG | B  |
| ---- | ------------------------------ | -- | -- | -- | -- | -- | -- | -- |
| 1.   | Slovan Hlohovec                | 30 | 17 | 9  | 4  | 43 | 21 | 43 |
| 2.   | Petržalka Bratislava           | 30 | 16 | 5  | 9  | 52 | 33 | 37 |
| 3.   | Slovan Duslo Šaľa              | 30 | 13 | 10 | 7  | 38 | 32 | 36 |
| 4.   | Spoje Bratislava               | 30 | 16 | 4  | 10 | 52 | 48 | 36 |
| 5.   | Slovan Levice                  | 30 | 13 | 9  | 8  | 59 | 34 | 35 |
| 6.   | TS Topoľčany                   | 30 | 12 | 7  | 11 | 42 | 35 | 31 |
| 7.   | DAC Dunajská Streda            | 30 | 12 | 6  | 12 | 42 | 42 | 30 |
| 8.   | Juhcelpap Štúrovo              | 30 | 10 | 9  | 11 | 50 | 47 | 29 |
| 9.   | Matador Bratislava             | 30 | 10 | 9  | 11 | 36 | 48 | 29 |
| 10.  | Spartak Bánovce nad Bebravou   | 30 | 11 | 5  | 14 | 40 | 50 | 27 |
| 11.  | TJ Trnávka Bratislava          | 30 | 10 | 6  | 14 | 50 | 48 | 26 |
| 12.  | Kablo Bratislava               | 30 | 9  | 8  | 13 | 38 | 39 | 26 |
| 13.  | Hutník Sereď                   | 30 | 10 | 6  | 14 | 34 | 44 | 26 |
| 14.  | Družstevník Jur pri Bratislave | 30 | 8  | 9  | 13 | 36 | 45 | 25 |
| 15.  | Iskra Partizánske              | 30 | 8  | 6  | 16 | 41 | 59 | 22 |
| 16.  | Elektrosvit Nové Zámky         | 30 | 9  | 4  | 17 | 34 | 62 | 22 |

Poznámky:
- Z = Odehrané zápasy; V = Vítězství; R = Remízy; P = Prohry; VG = Vstřelené góly; OG = Obdržené góly; B = Body

|  | Postup do 1. SNFL 1978/79   |
|  | Sestup do krajských soutěží |

## Divize F
Zdroj: 
| Poř. | Tým                        | Z  | V  | R | P  | VG | OG | B  |
| ---- | -------------------------- | -- | -- | - | -- | -- | -- | -- |
| 1.   | PPS Detva                  | 30 | 21 | 5 | 4  | 61 | 23 | 47 |
| 2.   | ZSNP Žiar nad Hronom       | 30 | 17 | 5 | 8  | 50 | 33 | 39 |
| 3.   | Baník Handlová             | 30 | 17 | 4 | 9  | 42 | 23 | 38 |
| 4.   | VSŽ Košice                 | 30 | 18 | 1 | 11 | 48 | 30 | 37 |
| 5.   | Baník Prievidza            | 30 | 15 | 6 | 9  | 55 | 32 | 36 |
| 6.   | Vagónka Poprad             | 30 | 15 | 5 | 10 | 54 | 31 | 35 |
| 7.   | ZVL Bytča                  | 30 | 13 | 5 | 12 | 33 | 45 | 31 |
| 8.   | Partizán Liptovský Mikuláš | 30 | 12 | 5 | 13 | 27 | 32 | 29 |
| 9.   | AOZ Prešov                 | 30 | 11 | 5 | 14 | 33 | 34 | 27 |
| 10.  | LB Zvolen                  | 30 | 10 | 5 | 15 | 31 | 38 | 25 |
| 11.  | Mostáreň Brezno            | 30 | 10 | 5 | 15 | 41 | 48 | 25 |
| 12.  | OZKN Svidník               | 30 | 11 | 3 | 16 | 29 | 41 | 25 |
| 13.  | Tesla Stropkov             | 30 | 9  | 6 | 15 | 33 | 43 | 24 |
| 14.  | Bukóza Vranov nad Topľou   | 30 | 10 | 4 | 16 | 36 | 60 | 24 |
| 15.  | ZZO Čadca                  | 30 | 9  | 4 | 17 | 32 | 49 | 22 |
| 16.  | Dynamo Dolný Kubín         | 30 | 7  | 2 | 21 | 19 | 62 | 16 |

Poznámky:
- Z = Odehrané zápasy; V = Vítězství; R = Remízy; P = Prohry; VG = Vstřelené góly; OG = Obdržené góly; B = Body

|  | Postup do 1. SNFL 1978/79   |
|  | Sestup do krajských soutěží |